# Phylica
Phylica es un género de plantas de la familia  Rhamnaceae. Género de unas 150 especies de arbustos de hoja perenne oriundos de Sudáfrica, las islas cercanas y la lejana Tristán de Acuña. Presentan estrechas hojas verdes vivo y diminutas flores auténticas a menudo ocultas por las brácteas frondosas o los vellos que las rodean. Los tallos, hojas y brácteas están cubiertos de finos pelos plateados. Las cabezuelas florales se utilizan en arreglos florales secos o frescos.

## Especies
Especies de Phylica incluidas:
- Phylica abietina Eckl. & Zeyh.
- Phylica acmaephylla Eckl. & Zeyh.
- Phylica aemula Schltr.
- Phylica affinis Sond.
- Phylica agathosmoides Pillans
- Phylica alba Pillans
- Phylica alpina Eckl. & Zeyh.
- Phylica alticola Pillans
- Phylica altigena Schltr.
- Phylica ambigua Sond.
- Phylica amoena Pillans
- Phylica ampliata Pillans
- Phylica anomala Pillans
- Phylica apiculata Sond.
- Phylica arborea Thouars
- Phylica atrata Licht. ex Roem. & Schult.
- Phylica axillaris Lam.
- Phylica barbata Pillans
- Phylica barnardii Pillans
- Phylica bathiei Pillans
- Phylica bicolor L.
- Phylica bolusii Pillans
- Phylica brachycephala Sond.
- Phylica brevifolia Eckl. & Zeyh.
- Phylica burchellii Pillans
- Phylica buxifolia L.
- Phylica calcarata Pillans
- Phylica callosa L.f.
- Phylica capitata Thunb.
- Phylica cephalantha Sond.
- Phylica chionocephala Schltr.
- Phylica chionophila Schltr.
- Phylica comosa Sond.
- Phylica comptonii Pillans
- Phylica confusa Pillans
- Phylica constricta Pillans
- Phylica cordata L.
- Phylica costata Pillans
- Phylica cryptandroides Sond.
- Phylica curvifolia Pillans
- Phylica cuspidata Eckl. & Zeyh.
- Phylica cylindrica J.C.Wendl.
- Phylica debilis Eckl. & Zeyh.
- Phylica diffusa Pillans
- Phylica dioica L.
- Phylica diosmoides Sond.
- Phylica disticha Eckl. & Zeyh.
- Phylica dodii N.E.Br.
- Phylica elimensis Pillans
- Phylica emirnensis (Tul.) Pillans
- Phylica ericoides L.
- Phylica eriophoros P.J.Bergius
- Phylica excelsa J.C.Wendl.
- Phylica floccosa Pillans
- Phylica floribunda Pillans
- Phylica fourcadei Pillans
- Phylica fruticosa Schltr.
- Phylica fulva Eckl. & Zeyh.
- Phylica galpinii Pillans
- Phylica glabrata Thunb.
- Phylica gnidioides Eckl. & Zeyh.
- Phylica gracilis (Eckl. & Zeyh.) D.Dietr.
- Phylica greyii Pillans
- Phylica guthriei Pillans
- Phylica harveyi (Arn.) Pillans
- Phylica hirta Pillans
- Phylica humilis Sond.
- Phylica imberbis P.J.Bergius
- Phylica incurvata Pillans
- Phylica insignis Pillans
- Phylica intrusa Pillans
- Phylica karroica Pillans
- Phylica keetii Pillans
- Phylica lachneaeoides Pillans
- Phylica laevifolia Pillans
- Phylica laevigata Pillans
- Phylica laevis (Schltdl.) Steud.
- Phylica lanata Pillans
- Phylica lasiantha Pillans
- Phylica lasiocarpa Sond.
- Phylica leipoldtii Pillans
- Phylica levynsiae Pillans
- Phylica linifolia Pillans
- Phylica litoralis (Eckl. & Zeyh.) D.Dietr.
- Phylica longimontana Pillans
- Phylica lucens Pillans
- Phylica lucida Pillans
- Phylica lutescens (Eckl. & Zeyh.) D.Dietr.
- Phylica madagascariensis Reissek ex Engler
- Phylica mairei Pillans
- Phylica marlothii Pillans
- Phylica maximiliani Schltr.
- Phylica meyeri Sond.
- Phylica microphylla (Eckl. & Zeyh.) D.Dietr.
- Phylica minutiflora Schltr.
- Phylica montana Sond.
- Phylica mundii Pillans
- Phylica natalensis Pillans
- Phylica nervosa Pillans
- Phylica nigrita Sond.
- Phylica nigromontana Pillans
- Phylica nitida Lam.
- Phylica nodosa Pillans
- Phylica obtusifolia Pillans
- Phylica odorata Schltr.
- Phylica oleaefolia Vent.
- Phylica oleoides DC.
- Phylica paniculata Willd.
- Phylica papillosa J.C.Wendl.
- Phylica parviflora P.J.Bergius
- Phylica parvula Pillans
- Phylica pauciflora Pillans
- Phylica pearsonii Pillans
- Phylica pedicellata DC.
- Phylica pinea Thunb.
- Phylica pinifolia L.f.
- Phylica piquetbergensis Pillans
- Phylica plumigera Pillans
- Phylica plumosa L.
- Phylica polifolia (Vahl) Pillans
- Phylica propinqua Sond.
- Phylica pubescens Aiton
- Phylica pulchella Schltr.
- Phylica purpurea Sond.
- Phylica pustulata E.Phillips
- Phylica radiata L.
- Phylica reclinata J.C.Wendl.
- Phylica recurvifolia Eckl. & Zeyh.
- Phylica reflexa Lam.
- Phylica retorta Pillans
- Phylica retrorsa E.Mey. ex Sond.
- Phylica reversa Pillans
- Phylica rigida Eckl. & Zeyh.
- Phylica rigidifolia Sond.
- Phylica rogersii Pillans
- Phylica rubra Willd. ex Roem. & Schult.
- Phylica salteri Pillans
- Phylica schlechteri Pillans
- Phylica selaginoides Sond.
- Phylica sericea Pillans
- Phylica simii Pillans
- Phylica spicata L.f.
- Phylica squarrosa Vent.
- Phylica stenantha Pillans
- Phylica stenopetala Schltr.
- Phylica stipularis L.
- Phylica stokoei Pillans
- Phylica strigosa P.J.Bergius
- Phylica strigulosa Sond.
- Phylica subulifolia Pillans
- Phylica thodei E.Phillips
- Phylica thunbergiana E.Mey. ex Sond.
- Phylica tortuosa E.Mey. ex Harv. & Sond.
- Phylica trachyphylla (Eckl. & Zeyh.) D.Dietr.
- Phylica trichotoma Thunb.
- Phylica tropica Baker
- Phylica tuberculata Pillans
- Phylica tubulosa Schltr.
- Phylica tysonii Pillans
- Phylica variabilis Pillans
- Phylica velutina Sond.
- Phylica villosa Thunb.
- Phylica vulgaris Pillans
- Phylica willdenowiana Eckl. & Zeyh.
- Phylica wittebergensis Pillans